# Trichominua
Trichominua is een geslacht van hooiwagens uit de familie Gonyleptidae.
De wetenschappelijke naam Trichominua is voor het eerst geldig gepubliceerd door Mello-Leitão in 1938. 

## Soorten
Trichominua omvat de volgende 2 soorten:
- Trichominua annulipes
- Trichominua roeweri